# Akil Watts
Akil Watts, né le 4 février 2000 à Fort Wayne aux États-Unis, est un joueur américain de soccer. Il joue au poste d'arrière droit à St. Louis City.

## Biographie

### Jeunesse et formation
Akil Watts fréquente la Canterbury High School. À 14 ans, il décide à renoncer à l’opportunité de jouer à l’université pour pouvoir s'entraîner et jouer à l'IMG Soccer Academy de Bradenton en Floride.
Il signe son premier contrat professionnel avec l'équipe espagnole du RCD Majorque en juillet 2018.

### En club

#### Louisville City
Le 6 août 2019, il s'engage à Louisville City en USL Championship,,. Le 30 août 2019, il fait ses débuts professionnels en tant que titulaire lors du match nul 1-1 contre l'Eleven d'Indy. Il fait son retour au sein de l'équipe en prolongeant son contrat pour la saison 2021,. Au terme de celle-ci, son club choisit de décliner son option de contrat.

#### St. Louis City 2
Il signe un contrat avec l'équipe réserve de St. Louis City en MLS Next Pro le 7 février 2022. Il fait ses débuts en tant que titulaire, le 25 mars, contre le Rochester New York. Le 11 avril, il inscrit son premier but en MLS Next Pro, face au Tacoma Defiance. En fin de saison, le City2 remporte la conférence Ouest et se hisse en finale où il s'incline face au Crew 2 de Columbus. Il dispute 24 matchs pour St. Louis City 2, lors de la saison inaugurale du club en 2022. Il termine la saison avec sept passes décisives, le plus grand nombre de passes décisives de l'équipe et le quatrième plus grand nombre de passes décisives du championnat. Lors de cette même saison, il inscrit six buts, ce qui le place à égalité au deuxième rang du club.

#### St. Louis City
Akil Watts signe un contrat d’un an avec St. Louis City, évoluant en Major League Soccer, à compter de 2023 avec une option pour 2024, 2025 et 2026 le 17 novembre 2022,. Le lendemain, le club annonce officiellement qu'il est promu en équipe première.
Le 12 mars 2023, il fait ses débuts en Major League Soccer contre les Timbers de Portland. Son équipe s'impose 1-2,. Saint-Louis est seulement la deuxième franchise de l’histoire de la ligue à remporter ses trois premiers matchs, rejoignant les Sounders de Seattle.
Il inscrit son premier but sous ses nouvelles couleurs contre l'Union Omaha lors du 3e tour de l'U.S. Open Cup,.
En octobre 2024, St. Louis City prolonge son contrat en vue de la saison 2025.